# Microvalgus ater
Microvalgus ater är en skalbaggsart som beskrevs av Anton Franz Nonfried 1895. Microvalgus ater ingår i släktet Microvalgus och familjen Cetoniidae. Inga underarter finns listade i Catalogue of Life.